# تشارلز د. نيوتن
تشارلز د. نيوتن (بالإنجليزية: Charles D. Newton)‏ هو محامي وسياسي أمريكي، ولد في 25 مايو 1861، وتوفي في 30 أكتوبر 1930. حزبياً، نشط في الحزب الجمهوري. وقد انتخب عضو مجلس ولاية نيويورك.